# Immobilienmarkt (Deutschland)
Der deutsche Immobilienmarkt ist in der Immobilienwirtschaft ein Markt, auf dem die Anbieter und Nachfrager von Immobilien zusammentreffen. 

## Allgemeines
Die Funktionsweise des deutschen Immobilienmarkts entspricht der anderer Immobilienmärkte, insbesondere im Hinblick auf seine Eigenheiten, die ihn beispielsweise vom Gütermarkt unterscheiden (siehe Immobilienmarkt#Eigenheiten des Immobilienmarkts). Zur Immobilienwirtschaft zählen alle Unternehmen, die sich mit Planung, Erstellung, Finanzierung, Bewirtschaftung und Vertrieb/Vermietung von Immobilien beschäftigen. Diese Unternehmen benötigen für ihre Arbeit grundlegende Informationen über Marktentwicklungen auf dem Immobiliensektor sowie Auswirkungen von Rahmenbedingungen.

## Situation in Deutschland
Mit Einführung des Bundesbaugesetzes im Oktober 1960 hat der Gesetzgeber nach dem Wegfall der Preisbindung im Grundstücksverkehr den Ländern die Aufgabe übertragen, durch Einrichtung von Gutachterausschüssen und Führung von Kaufpreissammlungen für allgemeine Transparenz auf dem Immobilienmarkt zu sorgen. Zu diesem Zweck werden den Geschäftsstellen der Gutachterausschüsse von den Notaren Abschriften aller Grundstückskaufverträge übermittelt. Kaufpreissammlungen sind Datenbanken, in denen die Kaufverträge im erforderlichen Umfang mit ihren wesentlichen Vertragsdaten, Ordnungsmerkmalen und mit den preis- und wertbestimmenden Merkmalen erfasst werden; sie stellen somit ein originäres Abbild des Geschehens auf dem Grundstücksmarkt dar. Die Analyse dieser Kaufdaten liefert die für die Immobilienwirtschaft wesentlichen Informationen, die von den Gutachterausschüssen z. B. in Form von Grundstücksmarktberichten und Bodenrichtwerten veröffentlicht werden. Zusätzlich stehen die Daten der Kaufpreissammlung berechtigten Interessenten zur Verfügung. Datenschutzrechtliche Anforderungen werden durch eine entsprechende Anonymisierung der Kaufdaten erfüllt.

## Arbeitskreis der Oberen Gutachterausschüsse, Zentralen Geschäftsstellen und Gutachterausschüsse (AK OGA)
Die regionale Zuständigkeit der amtlichen Wertermittlung war bisher ein Hemmnis für umfassende, bundesweite Aussagen zum Immobilienmarkt. Um einen vollständigen, auf den tatsächlichen Kauffällen basierenden Überblick über den Immobilienmarkt für die gesamte Bundesrepublik liefern zu können, hat sich 2007 in Hannover ein informeller Arbeitskreis der Gutachterausschüsse und Oberen Gutachterausschüsse in Deutschland gebildet mit dem Ziel, die in den einzelnen Ländern vorliegenden Daten der amtlichen Wertermittlung zusammenzuführen, hieraus bundesweite Aussagen über den Immobilienmarkt zu entwickeln und die Ergebnisse regelmäßig in einem Immobilienmarktbericht zu veröffentlichen. 
Mit der Reform des Erbschaftsteuergesetzes und der damit verbundenen Novellierung des Baugesetzbuches im Jahre 2009 wurde die Einrichtung von zentralen Institutionen der Gutachterausschüsse in Form von Oberen Gutachterausschüssen oder zentralen Geschäftsstellen in allen Ländern (mit Ausnahme der Stadtstaaten) Pflicht. Ihre Aufgabe ist es u. a., überregionale Auswertungen und Analysen des Immobilienmarktes zu erstellen. 
In der Verwaltungsvereinbarung über die Zusammenarbeit auf dem Gebiet der amtlichen Grundstückswertermittlung zwischen den Bundesländern sowie dem für das Bauwesen zuständigen Bundesministerium für Umwelt, Naturschutz und nukleare Sicherheit vom 20. April 2016 ist der zunächst auf freiwilliger Basis arbeitende Arbeitskreis der Gutachterausschüsse und Oberen Gutachterausschüsse als feste Institution mit der Bezeichnung Arbeitskreis der Oberen Gutachterausschüsse, Zentralen Geschäftsstellen und Gutachterausschüsse (AK OGA) eingerichtet worden. Der AK OGA hat am 31. Mai 2016 in Leipzig in seiner konstituierenden Sitzung Anja Diers (Niedersachsen) einstimmig zur Vorsitzenden gewählt; ihr Vertreter ist Jürgen Kuse (Brandenburg). Beide sind Vorsitzende der Oberen Gutachterausschüsse ihrer Länder. Die Redaktionsstelle des Arbeitskreises ist bis auf Weiteres bei der Geschäftsstelle des Oberen Gutachterausschusses in Niedersachsen angesiedelt.

## Immobilienmarktbericht Deutschland
Dem Arbeitskreis der Oberen Gutachterausschüsse, Zentralen Geschäftsstellen und Gutachterausschüsse (AK OGA) obliegt die Herausgabe des Immobilienmarktbericht Deutschland (IMB-DE) in einem mindestens zweijährigen Turnus einschließlich der Ermittlung länderübergreifender Grundstücksmarktdaten für diesen Zweck. Die erste Ausgabe des Immobilienmarktberichts erschien im Jahr 2009 (Berichtszeitraum 2007–2008), weitere folgten in 2011, 2013, 2015, 2017 und 2019. Sie umfassen jeweils die beiden vorhergehenden Kalenderjahre als Berichtszeitraum. Der neueste Bericht wurde Ende 2021 veröffentlicht.

## Statistik
Mit einem Umsatz (Bruttowertschöpfung) von knapp 500 Mrd. Euro besaß die deutsche Immobilienwirtschaft im Jahre 2016 einen Anteil von 18,2 % am Gesamtumsatz in Deutschland, nur übertroffen vom verarbeitenden Gewerbe. Damit ist der deutsche Immobilienmarkt der zweitgrößte Markt des Landes. Die 817.106 Unternehmen des Immobilienmarktes erreichten einen Anteil von 25,1 % aller Unternehmen und 9,5 % aller Beschäftigten. Ende des Jahres 2015 lebten in Deutschland rund 82,2 Millionen Menschen in gut 41,4 Millionen Wohnungen und 19,4 Millionen Gebäuden mit einer Wohnfläche von rund 3,79 Milliarden Quadratmetern. Dabei arbeiteten sie beispielsweise auf rund 426 Millionen Quadratmetern Bürofläche, 2,8 Milliarden Quadratmetern Industrie- und Logistikfläche oder 123,7 Millionen Quadratmetern Verkaufsfläche im Einzelhandel.
Immobilien sind die bedeutendste reale Anlageklasse in Deutschland. Vom gesamten Bruttoanlagevermögen (zu Wiederbeschaffungspreisen) in Höhe von 17,3 Billionen Euro zum Jahresende 2016 entfielen 80,3 % oder 13,9 Billionen Euro auf Bauten aller Art. Nach Abzug von Abschreibungen beläuft sich das gesamte deutsche Nettoanlagevermögen in Bauten auf knapp 8 Billionen Euro, wovon 4,8 Billionen Euro in Wohnbauten und 3,2 Billionen Euro in Nichtwohnbauten gebunden sind. Die Immobilienflächen verteilen sich auf die Landwirtschaft zu 52 %, Waldflächen 31 %, Siedlungs- und Verkehrsflächen 14 % und Wasserflächen 2 % der gesamten Immobilienfläche. Die Siedlungs- und Verkehrsflächen erreichen 76 % aller Vermögenswerte.